# Scrub Island (Britische Jungferninseln)
Scrub Island ist eine Insel der Britischen Jungferninseln in der Karibik. Die Insel liegt unmittelbar östlich der größeren Nachbarinsel Great Camanoe und etwa vier Kilometer nordöstlich von Tortola, der Hauptinsel des britischen Überseegebietes.
Bei einer Länge von zweieinhalb Kilometern und einer maximalen Breite von knapp 700 Metern hat Scrub Island eine Fläche von 0,96 km² (236 Acres). Die Insel besteht aus zwei hoch aufragenden Hügeln vulkanischen Ursprungs, die durch eine flache und schmale Landenge miteinander verbunden sind. Der kleinere westliche Teil (genannt Little Scrub) ragt 95 Meter (313 feet) empor, während der größere östliche Teil (Big Scrub) eine Höhe von 133,5 Metern (438 feet) erreicht.
Auf der vormals unbewohnten und wenig erschlossenen Insel wurde 2010 ein exklusives Ferienresort eröffnet.